# Жабер
Жабер (рум. Jabăr) — село у повіті Тіміш в Румунії. Входить до складу комуни Болдур.
Село розташоване на відстані 365 км на північний захід від Бухареста, 44 км на схід від Тімішоари.

## Населення
За даними перепису населення 2002 року у селі проживали 483 особи.
Національний склад населення села:
| Національність | Кількість осіб | Відсоток |
| -------------- | -------------- | -------- |
| румуни         | 472            | 97,7%    |
| угорці         | 8              | 1,7%     |

Рідною мовою назвали:
| Мова      | Кількість осіб | Відсоток |
| --------- | -------------- | -------- |
| румунська | 473            | 97,9%    |
| угорська  | 7              | 1,4%     |